# La créature est parmi nous
Série
La Revanche de la créature
(1955)
Pour plus de détails, voir Fiche technique et Distribution.

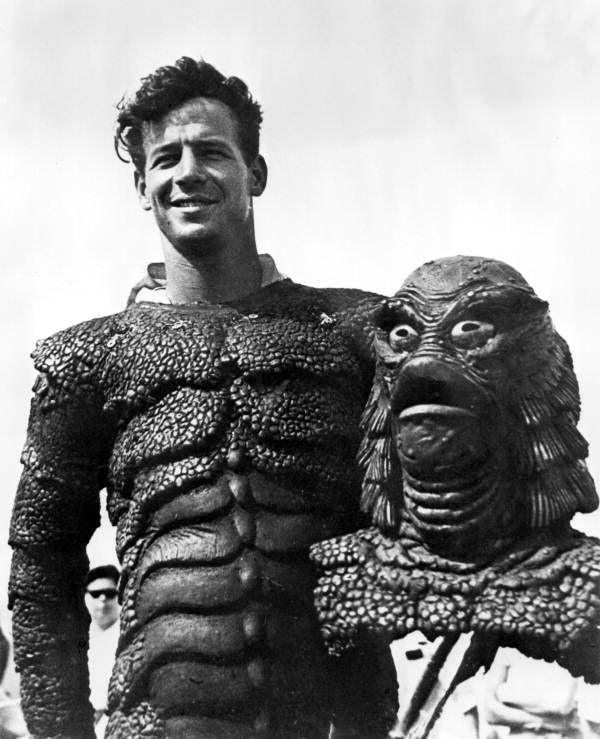
Ricou Browning dans son costume de la Créature (Gill-man). Il a joué dans L'Étrange Créature du lac noir (1954), La Revanche de la créature (1955), et La créature est parmi nous (1956).

La créature est parmi nous (titre original : The Creature Walks Among Us) est un film américain réalisé par John Sherwood, sorti en 1956. 
Il s'agit de la deuxième suite du film L'Étrange Créature du lac noir.

## Synopsis
Encore une fois, la créature est capturée par les scientifiques, cette fois après son évasion en Floride. Pendant la capture, la créature est grièvement brûlée. Le docteur Barton s’aperçoit qu'il peut sauver le monstre en lui retirant les ouïes, ce qui aura pour effet de débloquer son appareil respiratoire et lui donner la capacité de respirer à l'air libre. De plus, lors de l'opération, le savant remarque que sous les écailles brûlées, on peut voir de la peau humaine.

## Fiche technique
- Titre français : La Créature est parmi nous
- Titre original : The Creature Walks Among Us
- Réalisation : John Sherwood
- Scénario : Arthur A. Ross
- Photographie : Maury Gertsman
- Production : William Alland
- Société de production : Universal Pictures
- Montage : Edward Curtiss
- Pays de production :  États-Unis
- Format : Noir et blanc - 2,00:1 - Mono - 35 mm
- Genre : Film de science-fiction, Film fantastique, Film d'horreur
- Durée : 78 minutes
- Dates de sortie : 
  - États-Unis : 26 avril 1956
  - France : 7 janvier 1959
- Affiche : Constantin Belinsky (France)

## Distribution
- Jeff Morrow : le docteur William Barton
- Rex Reason : le docteur Thomas Morgan
- Leigh Snowden : Marcia Barton
- Gregg Palmer : Jed Grant
- Ricou Browning : La Créature sous l'eau
- Don Megowan : La Créature sur terre
- Maurice Manson : le docteur Borg
- James Rawley : le docteur Johnson
- David McMahon : le capitaine Stanley
- Paul Fierro : Morteno
- Lillian Molieri : Mme Morteno

## Autour du film
- Contrairement aux deux opus précédents L'Étrange Créature du lac noir et La Revanche de la créature, le film ne fut pas tourné pour être visionné en 3 dimensions.
- Ce film est également connu sous le titre Le monstre est parmi nous.